# David Harvey
David Harvey (Gillingham, Kent, 7 de dezembro de 1935) é um teórico da Geografia britânico formado na Universidade de Cambridge. É professor da City University of New York e trabalha com diversas questões ligadas à geografia urbana. Em 2007 foi classificado como o décimo oitavo teórico vivo mais citado nas ciências humanas.
Seu primeiro livro, Explanation in Geography, publicado em 1969, versa sobre a epistemologia da geografia, ainda no paradigma da chamada geografia quantitativa. Posteriormente, Harvey muda o foco de sua atenção para a problemática urbana, a partir de uma perspectiva materialista-dialética. Publica então Social Justice and the City no início da década de 1970, onde confronta o paradigma liberal e o paradigma marxista na análise dos problemas urbanos. Seu livro seguinte, The Limits to Capital, é um denso estudo do pensamento econômico de Marx. Com algumas posições heterodoxas em relação a alguns aspectos da teoria marxiana tradicional, como a teoria das crises, o livro não foi tão bem aceito quando da sua publicação inicial. Posteriormente, principalmente após a apreciação de Fredric Jameson nos anos 1990, o livro ganhou novo interesse, em especial pela sua compreensão renovada do problema do capital financeiro e da renda fundiária.
Mais recentemente, Harvey tem defendido a tese do crescimento zero para a economia global. Durante o Fórum Social Mundial de 2010, afirmou: "Três por cento de crescimento composto (geralmente considerada a taxa de crescimento mínima satisfatória  para uma economia capitalista saudável) está se tornando cada vez menos viável de se sustentar sem recorrer a toda sorte de ficções (como aquelas que têm caracterizado os mercados de ativos financeiros e o mundo dos negócios ao longo das últimas duas décadas). Há boas razões para acreditar que não há alternativa senão uma nova ordem mundial de governança que afinal deverá gerir a transição para uma economia de crescimento zero.".
Em 2012 a Verso Books organizou uma coletânea de artigos de Harvey publicados em periódicos como New Left Review e Socialist Register apresentando exemplos que vão desde a Comuna de Paris até o Movimento Occupy Wall Street para refletir sobre como a vida nas cidades poderia ser socialmente mais justa e ecologicamente mais sã. Ele afirma que a ocupação do espaço público nunca foi tão discutida como neste início do século XXI, e é nas cidades que vemos acontecer os mais importantes movimentos de resistência e as rebeliões que clamam por mudanças na ordem política e social. Nova York, São Paulo, Mumbai, Pequim, Bogotá e até Johanesburgo fazem parte da apurada análise do britânico David Harvey a respeito da cidade, provocando reflexões contundentes, a respeito de quem controla o acesso aos recursos urbanos, por exemplo, ou de quem determina a organização (e a qualidade) da vida cotidiana.
Seu livro mais recente, Seventeen contradictions and the end of capitalism (2014) procura arrematar seu projeto de estudo e difusão da obra de Karl Marx em um poderoso livro de intervenção – nas palavras de Harvey, este é o "livro mais perigoso" que já escreveu.

## Carreira profissional
- B.A. (Hons) St John's College, Cambridge (1957)
- Doutorado. St John's College, Cambridge (1961).
- Pós-doutorado, Universidade de Uppsala, Suécia (1960-1961)
- Lecturer, Geografia, Universidade de Bristol, Reino Unido (1961-1969)
- Professor Associado, Departamento de Geografia e Engenharia Ambiental, Universidade Johns Hopkins,(1969-1973)
- Professor, Departamento de Geografia e Engenharia Ambiental, Universidade Johns Hopkins (1973-1987 e 1993-2001)
- Halford Mackinder Professor de Geografia, Universidade Oxford (1987-1993)
- Laureado com o Prêmio Vautrin Lud de Geografia (1995)- Esta que é considerada a maior distinção neste campo científico
- Distinguished Professor, Departamento de Antropologia, City University of New York (desde 2001)

## David Harvey no Brasil
O geógrafo britânico esteve no Brasil em 2009 e 2010, para o Fórum Social Mundial. Da primeira vez, o geógrafo ministrou a palestra inaugural do seminário "Lutas pela reforma urbana: o direito à cidade como alternativa ao neoliberalismo", organizado pelo Fórum Nacional de Reforma Urbana. Na segunda, participou de uma mesa sobre conjuntura financeira. Discutindo a crise econômica deflagrada em 2008, nos EUA, Harvey já demonstrava uma compreensão da dinâmica geográfica global ao apontar para a centralidade da China no processo de deslocamento da crise – temas que ele aprofundaria no livro The Enigma of Capital, publicado mais tarde no mesmo ano.
Em fevereiro de 2012, Harvey retornou ao país para lançar a edição brasileira de The enigma of capital. Ele apresentou conferências em São Paulo e no Rio de Janeiro discutindo a importância da geografia urbana crítica para compreender a crise econômica deflagrada em 2008. A transcrição de sua conferência na FAU-USP, mediada por Ermínia Maricato e Amélia Damiani, está disponível no Blog da Boitempo.
Em 2013, pouco antes das manifestações que tomaram as ruas do Brasil em junho, Harvey veio ao Brasil para o Seminário Margem Esquerda da Editora Boitempo. O seminário marcou a publicação de uma nova tradução de O capital, de Karl Marx, e integrou o projeto "Marx: a criação destruidora", que reuniu nomes como Michael Heinrich, Slavoj Zizek, Chico de Oliveira, José Arthur Giannotti, Roberto Schwarz, entre outros, para debater o legado da magnum opus de Marx. Na ocasião, o geógrafo lançava a edição brasileira de A companion to Marx's Capital, volume 1, um guia de leitura para o livro 1 de O capital. Harvey deu palestras em São Paulo, Porto Alegre e Salvador.
Novamente em 2013, a convite da editora Boitempo, Harvey veio ao país para um novo ciclo de conferências. Ele deu palestras em São Paulo, Florianópolis e Rio de Janeiro sobre seu clássico The Limits to Capital, que ganhava edição brasileira na ocasião, e sobre o livro Cidades rebeldes: passe livre e as manifestações que tomaram as ruas do Brasil.
Em novembro de 2014, David Harvey realizou no Brasil um ciclo de conferências intitulado "A economia política da urbanização", organizado em torno da publicação do volume final de seu guia de leitura sobre O capital, de Marx: Para entender O capital: Livros II e III. Passou pelas cidades de Brasília, Recife, Fortaleza, Curitiba e São Paulo. Durante sua conferência em Fortaleza, Harvey ficou surpreso com o volume de pessoas presentes e afirmou que nunca havia falado para um público tão grande. Em Recife, onde também visitou os militantes do movimento Ocupe Estelita, estima-se que sua conferência reuniu cerca de 1,5 mil pessoas. Em Curitiba, Harvey discutiu a crise da urbanização planetária para um público de mais de 700 pessoas. Em Brasília, a estimativa de público foi de 800 pessoas. Em São Paulo, o geógrafo foi sabatinado pelo líder do MTST Guilherme Boulos, pelo urbanista João Sette Whitaker Ferreira e por um integrante do Movimento Passe Livre-São Paulo.
Em junho de 2015, Harvey veio ao Brasil na condição de homenageado especial do Seminário Internacional Cidades Rebeldes, organizado em torno de sua obra, e em que lançava a edição brasileira do livro Paris, capital da modernidade.
Em agosto de 2019, o geógrafo esteve nas cidades de São Paulo, Fortaleza e São Luís para uma série de conferências de lançamento do livro A loucura da razão econômica: Marx e o capital no século XXI e encontros com pesquisadores e movimentos sociais. A obra "explora, num novo arranjo, os conceitos fundamentais de valor e mais-valor; capital fictício e financeirização; dinheiro, crédito e antivalor. Mostra como estes momentos integram a circulação, a valorização e distribuição do valor em suas várias formas. E mostra como todo esse processo não linear e cheio de contradições gera insanidades."

## Livros
- Explanation in Geography. London: Edward Arnold, 1969.
- A Justiça Social e a Cidade. (Título original: Social Justice and the City) Tradução: Armando Corrêa da Silva, São Paulo: Hucitec, 1980.
- Os limites do capital (Título original: The Limits to Capital. Chicago [1980]. [Verso, 2007]) Tradução Magda Lopes, São Paulo: Boitempo, 2013.
- Condição Pós-moderna. (Título original: The Condition of Postmodernity: An Enquiry into the Origins of Cultural Change) Tradução: Adail Ubirajara Sobral e Maria Stela Gonçalves, São Paulo: edições Loyola, 1993.
- Espaços de Esperança. (Título original: Spaces of Hope) Tradução: Adail Ubirajara Sobral e Maria Stela Gonçalves, São Paulo: edições Loyola, 2004.
- O Novo Imperialismo. (Título original: The New Imperialism [2003])Tradução: Adail Ubirajara Sobral e Maria Stela Gonçalves, São Paulo: edições Loyola, 2004.
- Paris, capital da modernidade (Título original: Paris, Capital of Modernity. London, Routledge, 2003.) São Paulo, Boitempo, 2015. Tradução: Magda Lopes. Revisão da tradução: Artur Renzo. ISBN 978-85-7559-442-1
- Neoliberalismo: História e Implicações (Título original: A Brief History of Neoliberalism [Oxford UP, 2005]). São Paulo, Loyola, 2005.
- A produção capitalista do espaço. (Título original: Spaces of capital: Towards a critical geography). Tradução: Carlos Szlak, São Paulo: Annablume, 2005.
- O enigma do capital: e as crises do capitalismo. (Título original: The enigma of capital: and the crises of capitalism). Tradução: João Alexandre Peschanski, São Paulo: Boitempo, 2011.
- Cidades Rebeldes (Título original: Rebel Cities: From The Right to The City to The Urban Revolution [Verso, 2012]). São Paulo, Martins Fontes - selo Martins - 2014 ISBN 9788580631616 tradução: Jeferson Camargo 1 a edição 296 páginas
- Para entender O capital: Livro I. (Título original: A Companion to Marx's Capital, Volume I). Tradução: Rubens Enderle, São Paulo: Boitempo, 2013.
- Para entender O capital: Livros II e III. (Título original: A Companion to Marx`s Capital, Volume II) Tradução: Rubens Enderle, São Paulo, Boitempo, 2014.
- 17 contradições e o fim do capitalismo. (Título original: Seventeen contradictions and the end of capitalism). Tradução: Rogério Bettoni, São Paulo, Boitempo, 2017.
- A loucura da razão econômica: Marx e o capital no século XXI. (Título original: Marx, Capital and the Madness of Economic Reason). Tradução: Artur Renzo. São Paulo, Boitempo, 2018.
- Os sentidos do mundo: textos essenciais. (Título original: The Ways Of The World). Tradução: Artur Renzo. São Paulo. Boitempo, 2020.